# Шелтон, Мадж
Ма́ргарет Ше́лтон (англ. Margaret Shelton), также Мадж Шелтон (англ. Madge Shelton; вероятно, умерла после 1555) — фрейлина при дворе короля Англии Генриха VIII Тюдора, а также его возможная любовница.

## Семья
Мадж и её сестра Мария были дочерьми сэра Джона Шелтона и его жены леди Энн, сестры Томаса Болейна, 1-го графа Уилтшира, отца второй супруги Генриха VIII, Анны Болейн. Маргарет и Мария, соответственно, приходились королеве двоюродными сёстрами. Известно, что Маргарет была старшей дочерью в семье.

## Биография
Маргарет служила своей двоюродной сестре, Анне Болейн, и сопровождала её, при первом появлении той при дворе, в качестве королевы Англии во время Пасхи 12 апреля 1533 года.
Считается, что одна из сестёр Шелтон была любовницей короля в шестимесячный период, начиная с февраля 1535, согласно сведениям императорского посла Эсташа Шапюи, который указал на «фаворитку Шелтон», кроме того, Шапуи находился при английском дворе чаще, чем большинство современников.
По словам биографа Антонии Фрэйзер, это была Маргарет Шелтон. Хью Латимер описал Мадж Шелтон как «женщину, прислуживающую Анне Болейн, во время её выкидыша, в течение нескольких часов, после смерти королевы Екатерины Арагонской». Мадж также была ближайшим компаньоном и фрейлиной Анны, однако была уволена, вскоре после её ареста.
Тем не менее, поздние исследования указывают на то, что любовницей Генриха VIII могла быть сестра Маргарет, Мария Шелтон, которая, также, рассматривалась в качестве четвёртой жены короля. Предположительно, путаница более ранних источников возникла из-за написания «Мадж Шелтон», где «y» напоминала «g», что характерно для письменности шестнадцатого века.
После ареста Анны Болейн ей на службу были предоставлены четыре дамы, специально выбранные личным секретарем короля, Томасом Кромвелем, для слежки за опальной королевой. Анна, якобы, рассказывала одной из этих фрейлин, миссис Коффин, о том, что она сделала выговор в сторону придворного Фрэнсиса Уэстона за флирт с Мадж, которая была обручена с Генри Норрисом. Анна спросила у Фрэнсиса, почему Норрис все ещё не женился на Шелтон, а Уэстон ответил, что «он [Норрис] больше подходит ей [Анне], чем Мадж». И Норрис, жених Мадж, и её предполагаемый любовник, Фрэнсис Уэстон, были казнены по обвинению в любовных связях с Анной Болейн.

## В искусстве
Мадж Шелтон — рассказчик в книге об Анне Болейн 1985 года, написанной Веркором. Анна в этой книге изображена как дальновидный патриот, стремящийся сделать Англию сильной и свободной, прекратив зависимость от Католической церкви; Маргарет же оказывается ближайшим и верным другом Анны, с которым та делится своим видением процветающей Англии. Позже Мадж рассказывает об этом дочери Анны, будущей королеве Елизавете I.